# Francisco Peña
Pour les articles homonymes, voir Peña (homonymie) et Francisco Javier Lopez Peña.
Francisco Antonio Peña (né le 12 octobre 1989 à Santiago, République dominicaine) est un receveur de la Ligue majeure de baseball.
Il est le fils de l'ancien receveur étoile Tony Peña, le neveu de Ramón Peña et le jeune frère de Tony Peña, Jr..

## Carrière
Francisco Peña signe son premier contrat professionnel en juillet 2006 avec les Mets de New York, pour 750 000 dollars US. Il joue en ligues mineures pour des clubs affiliés aux Mets de 2007 à 2013. Il joue pour les Leones del Escogido, qui représentent la République dominicaine à la Série des Caraïbes 2013 et perdent contre le représentant du Mexique en finale, ainsi que pour l'Équipe de République dominicaine qui remporte le Classique mondiale de baseball 2013.
Peña rejoint les Royals de Kansas City en novembre 2013. Le receveur de 24 ans fait ses débuts dans le baseball majeur avec ce club le 20 mai 2014. Amené comme remplaçant en défensive en 9e manche de cette rencontre face aux White Sox de Chicago, il retire Adam Eaton en tentative de vole du deuxième but.
Peña joue un match des Royals en 2014 et huit en 2015. Son contrat est cédé aux Orioles de Baltimore le 2 décembre 2015.